# Invalidovna (pałac)

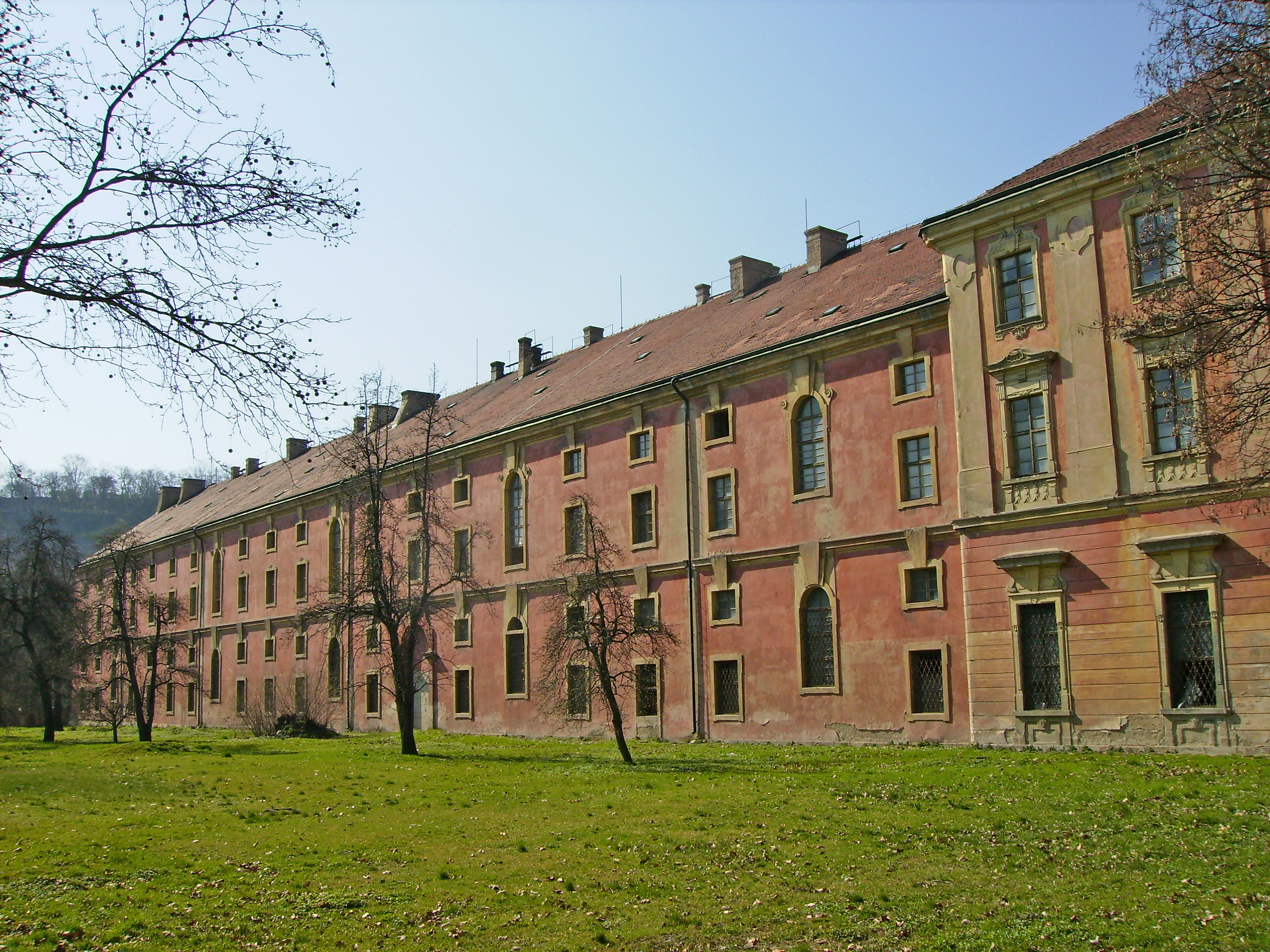
Invalidovna

Invalidovna – budynek w dzielnicy Karlín, w Pradze.
Budynek został zbudowany w latach 1731–1737 jako pensjonat dla inwalidów wojennych (weteranów) przez Kiliána Ignáca Dientzenhofera. Był wzorowany na Les Invalides, budynku dla weteranów otwartym w Paryżu w 1679. W gmachu mieszkało około 1200 weteranów. W 1935 roku wszystkich mieszkańców przeniesiono do innego budynku o tej samej nazwie, mieszczącego się w mieście Hořice, a sam gmach został wykorzystany przez armię czeską. Później był używany jako archiwum wojskowe. W okresie II wojny światowej mieściło się w nim Muzeum Techniki.
Budynek został zniszczony przez powódź w 2002, podczas której większość materiałów archiwalnych także uległa zniszczeniu. Budynek czeka obecnie na odbudowę. Jedną z możliwości wykorzystania w przyszłości jest nowy Wydział Filozoficzny Uniwersytetu Karola w Pradze.
Nazwa pobliskiej stacji metra Invalidovna nosi imię budynku.